# 佐藤誠三郎
佐藤 誠三郎（さとう せいざぶろう、1932年7月8日 ‐ 1999年11月28日）は、日本の政治学者、東京大学名誉教授。正四位勲二等瑞宝章。大平正芳、中曽根康弘両政権時のブレーンを務め、保守派の論客として知られた。

## 経歴
東京生まれ。1950年、東京都立日比谷高等学校入学。同級に江藤淳が、一級上に作家の坂上弘がいた。この頃にマルクス主義の影響を受け日本共産党に入党。1957年、東京大学文学部国史学科卒業。この時期の友人に東大名誉教授の伊藤隆、渡辺昭夫がいる。学生運動と研究の両方でマルクス主義に幻滅する中で、丸山眞男の著作をきっかけに共産主義から転向。大学院文学研究科の入試に失敗したが、翌年に東京大学法学部政治学科に学士入学した。
1960年、同大学法学部政治学科を卒業し、岡義武教授の下で学士助手として日本政治外交史を研究した。1964年に立教大学法学部助教授、また1967年に東京大学教養学部助教授、1977年教授。東大教養学部では、政治学入門等の講義のほか、教養課程の1・2年生向きのゼミを主催し、学界・官界などで活躍する後進を育てた。政治学を志望する学生は3・4年の専門課程で法学部に進むことが多く、教養学部所属の佐藤に学部四年間・大学院を通じて指導を受ける弟子は少なかったが、北岡伸一・下斗米伸夫・舛添要一・三谷博・御厨貴・岡田克也・加藤淳子・飯尾潤・米山隆一・中野剛志ら多くの政治家や学者に影響を与えている。
明治維新の研究から領域を広げて、日本の近代化の包括的な共同研究に取り組み、村上泰亮・公文俊平との共著で『文明としてのイエ社会』という成果に結実した。
東京大学教養学部において自治会主導で行われた年中行事的な「ストライキ」に対しては保守派教授として「スト破り」の講義を敢行し、その際のスト支持派の活動家学生との応酬は「駒場名物」の一つであった。
1970年代初め、日本学者アルバート・クレイグの招きでハーバード大学に研究留学したことから、海外、特に米国の学界にも知己が多く、日本政治や日米関係を研究する多くの若手研究者にとっての受け入れ窓口的な存在でもあった。ジョージ・ブッシュ大統領（第43代）の対日政策に大きな役割を果たしたマイケル・グリーンもその一人である。米国留学の経験は、米国への深い理解とともに、日本人としての立脚点を考え直す機会になった。
1988年の東大駒場騒動では、中沢新一を推す西部邁や村上泰亮、公文俊平らを支持した。
1992年に定年を前にして東大を去り、慶應義塾大学総合政策学部に移り、「比較政党論」や「安全保障論」、また「国際紛争論」の講義を担当し、ゼミでは盟友である村上泰亮の遺作『反古典の政治経済学』の会読などを行った。
中曽根康弘、西部邁、村上泰亮が参加する討論の小研究会が定期的に開かれ、この研究成果が「共同研究『冷戦以後』」として結実したが、なかでも東大教養学部での同僚で共著を二冊出版している村上泰亮との親交は特に深く、互いに学問的にも大きく影響し合い、村上の大著「反古典の政治経済学」について、「産業革命以後の変化の基本的動向とその問題点とを深くまた包括的に分析したもので日本の社会科学の金字塔ともいえる業績」と高く評価しいる。
英国にあるチョーサー・カレッジ・カンタベリー（Chaucer college Canterbury：CCC）の設立に尽力して、1992年の開学とともに初代学長に就任、秀明大学客員教授も兼任した。秀明大学図書館には生前に蔵書を寄贈した佐藤誠三郎文庫がある。
その後、埼玉大学大学院政策科学研究科教授、政策研究大学院大学副学長などを歴任した。
大平正芳および中曽根康弘政権で、大平内閣政策研究グループ幹事や第二次臨時行政調査会参与などブレーンを務めた。
日本政治学会理事、財団法人平和安全保障研究所理事、日米諮問委員会（賢人会議）委員、外務省南西アジア・フォーラム座長、防衛戦略研究会議議長などを歴任。のちに中曽根が設立したシンクタンク世界平和研究所所長代理に就任。
無類の酒好きとしても知られたが、晩年には健康のためお酒は控えていた。1999年11月28日、肝臓疾患により死去。享年67歳。墓所は川崎市春秋苑。

## 親族
- 曽祖父 - 茂木太平（武蔵国庄屋）
- 祖父 - 佐藤虎次郎（衆議院議員）
- 妻 - 佐藤欣子（旧姓斎藤、弁護士、法学者、秀明大学教授）
- 姉 - 佐藤貴美子（声楽家）[6]
- 弟 - 佐藤秀夫（教育学者、国立教育研究所研究部長、日本大学文理学部教授）[7]
- 息子 - 佐藤健志（評論家）

## 言行録
- 「単純な軍国少年だった私は、大東亜の大義のため日本は絶対に勝たねばならぬと思っていた。疎開先で見た星空の広大さに圧倒されて、自分はいかに矮小な存在なのかとため息をつくような多感な少年だった」（本人談）。[2]
- 「日比谷高校では同級に江藤淳が、一級上に作家の坂上弘がいた。個性豊かな秀才たちに囲まれて、刺激的な高校生活だった」（本人談）。[2]
- 「戦後の混乱のなかで生家は往時の面影をなくし、私は結核を患った。そのために進学も遅れ、日比谷高校、東大と学びつつも、私の胸中には深い没落感と挫折感があった」と晩年に回顧している。[2]
- 「一時期はマルクス主義に惹かれていた。文学的な表現を許していただけるなら、マルクス主義理論に"数学的証明の美しさ"を見ていた。何でも説明できるという魅力、もちろん、今から考えると、それは何も説明でないということであり、人間はそれほど単純な存在ではない。のちに立教大学から東大に戻った折、（昭和）43年の紛争時だったが、学長代行を務められた加藤一郎氏の補佐として「民青」とやり合うことになったのは、ある種の必然だったかも知れない」（本人談）。
- 「学者になりたいと思った。それを目指すことの本質的意味がわかっていたわけではなかったが、毀誉褒貶に関係なく、とにかく自らの信じる処にしたがって学べば道を切り開けるのではないかと考えていた。ところが、そう思っていても、私は専門一筋というわけにはいかなかった。あっちに曲がったり、こっちへぶつかったり、生きるのが下手だった。文学部で大学院に落ち、法学部でも輝かしい秀才たちの間で自信喪失に陥っていた」（本人談）。[2]
- 「敗戦は彼の生家を没落させた。彼は高校時代からアルバイトをして学費を稼いだばかりか家族の生活も助けていた。彼は勤勉であった。実によく勉強をしていた。その勉強はいつも本格的で深く広く、まさに学んで飽きることがなかった」と欣子夫人は回顧している。[5]
- 「小学校低学年のとき、大東亜戦争は始まり、疎開、空襲、そして焼け跡の飢えと栄養失調の戦後。私達は男女平等、平和と民主主義、基本的人権の尊重といった輝かしい理念を頼りに精一杯生きてきたのだ。…振り返ってみれば、私達の世代は確かにコミンテルンや日教組、出版放送労連といった勢力の影響下にあったが、口角泡をとばして天下国家を論じていた。私達は意気軒昂で元気だった」（欣子夫人談）。[5]
- 「昭和38年、東大在学中に知り合った欣子と結婚する。今だから告白するが、体力にも能力にも自信のなかった私は、彼女の持っている活力と、真摯な生き方に惹かれた」と晩年に述べている。[2]
- 「佐藤氏は偉大な教育者である。東大駒場の佐藤門下には、北岡伸一氏、舛添要一氏、御厨貴氏、田中明彦氏など、今後日本の政治思想をリードして行くに違いない人材が数多く排出している。それはもちろん、佐藤氏の学識、そしてあくまでも真実だけを追求する厳格な学問的ディシプリンの故であろうが、それ以上に、若者の中にそして人間の中に、心にすぐれたもの、心に善きものを求めてやまない佐藤氏のロマンチシズムが、接する人々の心をおのずから揺り動かしたからであると思う。おそらく、それが偉大な教育者の第一の資格なのであろう」と元駐タイ大使・岡崎久彦は弔辞を捧げた。[5]
- 「佐藤氏の政治学の特色はその歴史的視野の広さにある。彼の国際政治論は、国際関係論からでなく、日本史の素養から来たものが大きい。そこで日本近代政治史をもう一度初めから洗い直す形で彼の歴史観、政治哲学を、どこかに残したいと思ったのが、対談の動機であった」と岡崎久彦氏は対談本『日本の失敗と成功　近代160年の教訓』のまえがきで述べている。[5]
- 「晩年の佐藤氏は、ますます魅力のある一個の人格として完成して行かれた。晩年の佐藤先生の写真には凛然たる気品がある」（岡崎久彦評）。[5]
- 「ご家族やわれわれのような友人同士の間では、温顔で心優しく、言葉遣いも丁重であったが、事、学問に関しては、いささかの論理の乱れ、発想の裏に隠されている偏見、こだわり、不純などうきなど、知的インテグリティを曇らせているいかなる小さな陰も、仮借なく激しく指摘し、攻撃された。それも文学的な表現で円みをつけることもなく、単純明快で、散文的かつ激しかった。…佐藤氏は天下の御意見番の風格を備えていた。もう敵を作ることを全く恐れていなかった。…あれほど明快に、激しく人を叱れる人は偉大な人である。少なくとも私心のない人である」（岡崎久彦評）。[5]
- 「私の基本は学者である。家にいて好きな本を静かに読んでいた。書きたいことを書いていたい。学究の日々こそが、私の絶えず帰りたいと願っている世界なのだが、まだまだそうした自由はままならないようだ。権力にもお金にも縁がなくていい。思想の自由と時間の余裕があれば、それが学者冥利なのである」と晩年に述懐している。[2]

## 主張

### 安全保障
「東大の国際関係論で安全保障の講義を行ったのは私が初めてだった。安全保障こそ国際関係の基礎であるにもかかわらず、何と、東大でそうした講義がなされたことはなかったのである。日本の国益を守る、そのために何を為すべきか、それを考えてゆくことが「保守」であろうと思っている。そうした明確な目的意識なしには、アメリカとの関係は論じられない。感情的反米、惰性的親米、私はどちらにも与しない。国益を守るカギは安全保障である。東大でそれを説き続けた私は、実のところ”孤立”していたと言えるのかも知れない」と回顧した。

### PKO問題と日本の役割
1990年の湾岸戦争に際しての日本の軍事的協力と自衛隊派遣を論客として主張した。「一人前の平和国家として日本が取るべき行動は、軍事的にも協力することである。しばしば挙げられるこれに反対するいくつかの理由は、多少の根拠がある場合でも基本的には新しい挑戦に正面から対応することを回避するための口実に過ぎない」と強く主張した（1990年11月）。
「PKOは、国連の平和活動のなかでも一部に過ぎず、日本の安全保障上は余り大きな問題ではない」からという理由で、「PKOを巡って日本で行われている議論、とりわけ国会での論争は、私にいわせますと、まことにくだらない議論」と前置きを述べた上で、国連その他の機関による国際的な安全保障、集団安全保障も重要であり、その役割は冷戦の終結によって高まってきています」と見通した。平和を守るための集団安全保障の活動として、PEO(Peace Enforcing Operations), PKO(Peace Keeping Operations), PMO(Peace Making Operations)の3種類に大別した上で、「PKOとPMOの全てに日本が積極的に参加しなければならないことは、もちろんであります。PEOも、将来は、やらざるを得ないのだろうと思っております。もちろん、コンバット・トループス（combat troops）が行く必要は必ずしもないと思います。しかし、少なくともロジステック・サポートについてはPEOについても、私は日本は参加すべきだと思います。まして経済封鎖などについては、日本はそれはやりませんというわけには行かないだろうと思っています。しかし、今の日本の国内の政治的な環境や国民主義の成熟度から見ると、そこまで行くには、まだ若干、日にちがかかりそうであります」と主張した（1992年9月）。
「自衛隊が武力行使の目的で海外に行くことは憲法に違反するというのが政府の立場だが、これは縮小解釈といってよい。憲法にはそんなことは書いてないのだから。こんな解釈をいつまでもとっていたら、国連の平和機能の強化に日本が十分な役割を果たすことなどとうていできない。…しかし、いまでも国連はまともに機能しているとはいえない。国連によって世界の平和が完全に保たれるなんてまずあり得ない。…サダム・フセインの湾岸戦争でもまだ目が覚めない人を起こす役割を果たすのは、おそらく北朝鮮の金日成、金正日親子だね。彼らが核拡散防止条約（NPT）脱退を翻意しないならば、話し合いで解決つかないことが身近にもあるということがよく分かるはずだ。北朝鮮がすでに量産している「労働1号」ミサイルでも、西日本に届くし、「労働2号」ならもっと広い範囲をカバーするからね」と見通しを述べた（1993年6月）。

### 憲法改正
「江藤淳は「憲法がいい加減なものであるゆえに、文学者はものを正確に見る目を失った」と言っています、前段の憲法がいい加減というのは賛成ですが、この結論には賛成できません。第一、憲法なんか、みんな読んでいません。あんなものを読んで、まともに考えるというのはよほど無能な人で、そういう文学者は憲法に関係なく、現実を見られないです。あの文章は耐え難く粗悪なもので、特に「序文」は日本語ではありません。もう一度、自分の手で憲法を作り、自分の手で国を作る。憲法改正はそのシンボリックな行為ということでしょう。日本人の基本的な姿勢を見直す必要がありますし、安全保障問題でも同様のことがいえます」と岡崎久彦との対談で述べている。

### 政治との関わり
「大平正芳、中曽根康弘両首相から、意見を求められることもあった。それでとやかく言われたり、書かれたりしたことも一再ならずだが、私にしてみれば、首相からの諮問に答えるのは国民の義務であると思って務めたままである」と述べた。

### 政策研究と大学教育
創設に尽力した政策研究大学院の副学長として、組織の運営に携わった。「日本における社会科学をより現実的なものとし、他方で政策立案者の質をより高めたい。この大学を軌道に乗せるまでは、まだまだ学究の日々に没頭というわけにはいかない」と述べた。　北岡伸一による追悼文では「学問と現実との乖離には、一貫して厳しい目」をむけて、「佐藤教授の影響の下で、学問に深い関心を持つ実務家が多数生まれたのは、偶然ではない」として佐藤の教育指導による人材育成を高く評価している。

## 著書

### 単著
- 『「死の跳躍」を越えて――西洋の衝撃と日本』（都市出版、1992年／千倉書房、2009年） ‐ 佐藤の代表作とされる。
- 『笹川良一研究――異次元からの使者』（中央公論社、1998年）

### 共著
- （村上泰亮・公文俊平）『文明としてのイエ社会』（中央公論社、1979年）
- （松崎哲久）『自民党政権』（中央公論社、1986年）
- （加藤寛）『日本の組織・戦略と形態（1）国をつくる組織――行革日本とブレーン政治』（第一法規出版、1989年）
- （岡崎久彦・西村繁樹）『日米同盟と日本の戦略――アメリカを見誤ってはならない』（PHP研究所、1991年）
- （中曽根康弘・村上泰亮・西部邁）『共同研究「冷戦以後」』（文藝春秋、1992年）
- （岡崎久彦）『日本の失敗と成功――近代160年の教訓』（扶桑社、2000年／扶桑社文庫、2003年）

### 編著
- 『東西関係の戦略論的分析』（日本国際問題研究所、1990年）
- 『新戦略の模索――冷戦後のアメリカ』（日本国際問題研究所、1994年）
- 『正翼の男――戦前の笹川良一語録』（中央公論新社、1999年）。解説「笹川再論」を収録

### 共編著
- （R・ディングマン）『近代日本の対外態度』（東京大学出版会、1974年）
- （吉田常吉）『日本思想大系56　幕末政治論集』（岩波書店、1976年）
- （大森彌）『日本の地方政府』（東京大学出版会、1986年）
- Prospects for Global Order, co-edited with Trevor Taylor, (Royal Institute of International Affairs, 1993).
- Future Sources of Global Conflict, co-edited with Trevor Taylor, (Royal Institute of International Affairs, 1995).
- （今井隆吉・山内康英）『岐路に立つ国連と日本外交』（三田出版会、1995年）

### 翻訳書
- 「世界システムの政治経済学ー国際関係の新段階」ロバート・G.ギルピンJr.（著）、佐藤誠三郎、竹内透（監訳）、大蔵省世界システム研究会 （翻訳）（東洋経済新報社、1990年）。